# 장기 기물
장기 기물은 장기의 말(기물)이다. 장기알 또는 장기짝이라고도 한다. 종류별로 각각 궁(宮), 차(車), 포(包), 마(馬), 상(象), 사(士), 졸·병(卒·兵)이 있다. 초(楚)와 한(漢)으로 나뉘며, 초는 녹색이나 청색으로 되어 있고, 한은 적색으로 되어 있다.
차, 포, 마, 상은 대기물(大棋物)이라고 하며, 졸·병과 사는 소기물(小棋物)이라고 한다. 모든 기물의 모양은 주로 팔각형으로 되어 있다. 원래는 장기를 둘 때 쓰이나, 간혹 알까기나 중국장기를 할 때도 쓰인다.
시중에 있는 장기 기물 대다수는 플라스틱으로 되어 있거나, 목재로 제조되어 있으며 휴대용의 경우는 자석으로 제작되어 있는데 간혹 드물게 유리나 옥, 또는 돌을 깎아 만든 기물도 있다. 기계로 제조된 기물들에 비해, 수공예품의 가격이 월등히 높다.

## 기물의 개수
각 편당 기물의 개수는 다음과 같다.
| 기물 |   |   |   |   |   |   |   | 합계 |
| 수   | 1 | 2 | 2 | 2 | 2 | 2 | 5 | 16   |

한과 초의 기물을 모두 합치면 기물이 32개가 된다.

## 장기 기물의 점수
장기의 점수제 대국에서는 각 기물의 점수는 다음과 같다.
| 기물 |                   |              |             |             |            |            |             |
| 점수 | 한:1.5점,초:0.0점 | 13점(2개 26) | 7점(2개 14) | 5점(2개 10) | 3점(2개 6) | 3점(2개 6) | 2점(5개 10) |

.
- 한으로 후수로 두는 사람은 기물 이외에도 1.5점을 덤으로 더 받는다. 그래서 초는 시작할 때 기물 점수의 합이 72.0점이되고, 한은 73.5점이 된다.
- 점수제에서 점수는 절대적인 개념이고 가치는 상대적인 개념이다. 점수가 높다고 각 기물의 가치가 항상 높은 것은 아니다.

## 같이 보기
- 장기